# Alessandro De Poli
Alessandro De Poli (Treviso, 7 ottobre 1969) è un allenatore di calcio ed ex calciatore italiano, di ruolo centrocampista.

## Carriera

### Giocatore
Comincia nei dilettanti con il Dosson, esordisce in seconda categoria a 15 anni. Passa al Vedelago e a 17 anni esordisce in Promozione poi dopo due anni passa alla Fulgor Salzano. Dopo una stagione alla Mestrina approda al Treviso dove gioca sette stagioni ottenendo tre promozioni dalla Serie D alla Serie B. Nel 1999 approda in Serie A con la maglia del Lecce senza mai debuttare nella massima serie. Gioca in Serie B con Cittadella e Empoli prima di accasarsi alla Triestina dove ottiene due promozioni dalla Serie C2 alla Serie B. Chiude la carriera al Mantova dove ottiene altre due promozioni dalla Serie C2 alla Serie B Vanta 83 presenze in Serie B ed una mezza stagione senza presenze in Serie A.

### Allenatore
Dopo l'esperienza sulla panchina di diverse formazioni del settore giovanile del Treviso, e come allenatore in seconda di Pasa, nel luglio 2011 De Poli è promosso primo allenatore dell'Union Quinto in Serie D. Dopo una serie di risultati negativi, culminati in febbraio con la sconfitta nel derby con il Giorgione, l'allenatore viene esonerato e sostituito dal vice Simone Ferlin. La stagione successiva si accorda con il Pordenone per ricoprire il ruolo di allenatore della formazione Juniores nazionali; nel suo staff è presente Luigi Turci come preparatore dei portieri. Dalla stagione 2020-2021 entra a far parte dello staff tecnico di L.R. Vicenza collaborando sia con la prima squadra che con il settore giovanile.

## Palmarès

### Giocatore
- Coppa Italia Dilettanti: 1

Treviso: 1992-1993
- Campionato Nazionale Dilettanti: 1

Treviso: 1994-1995 (girone D)
A
- Campionato italiano Serie C2: 2

Treviso: 1995-1996 (girone B)
Triestina 2000-2001
Mantova: 2003-2004 (girone A)
- Campionato italiano Serie C1: 1

Treviso: 1996-1997 (girone A)
Triestina 2001-2002
Mantova 2004-2005
- Campione d’Italia Under 17 2022-23 LR Vicenza